# Boomgrens

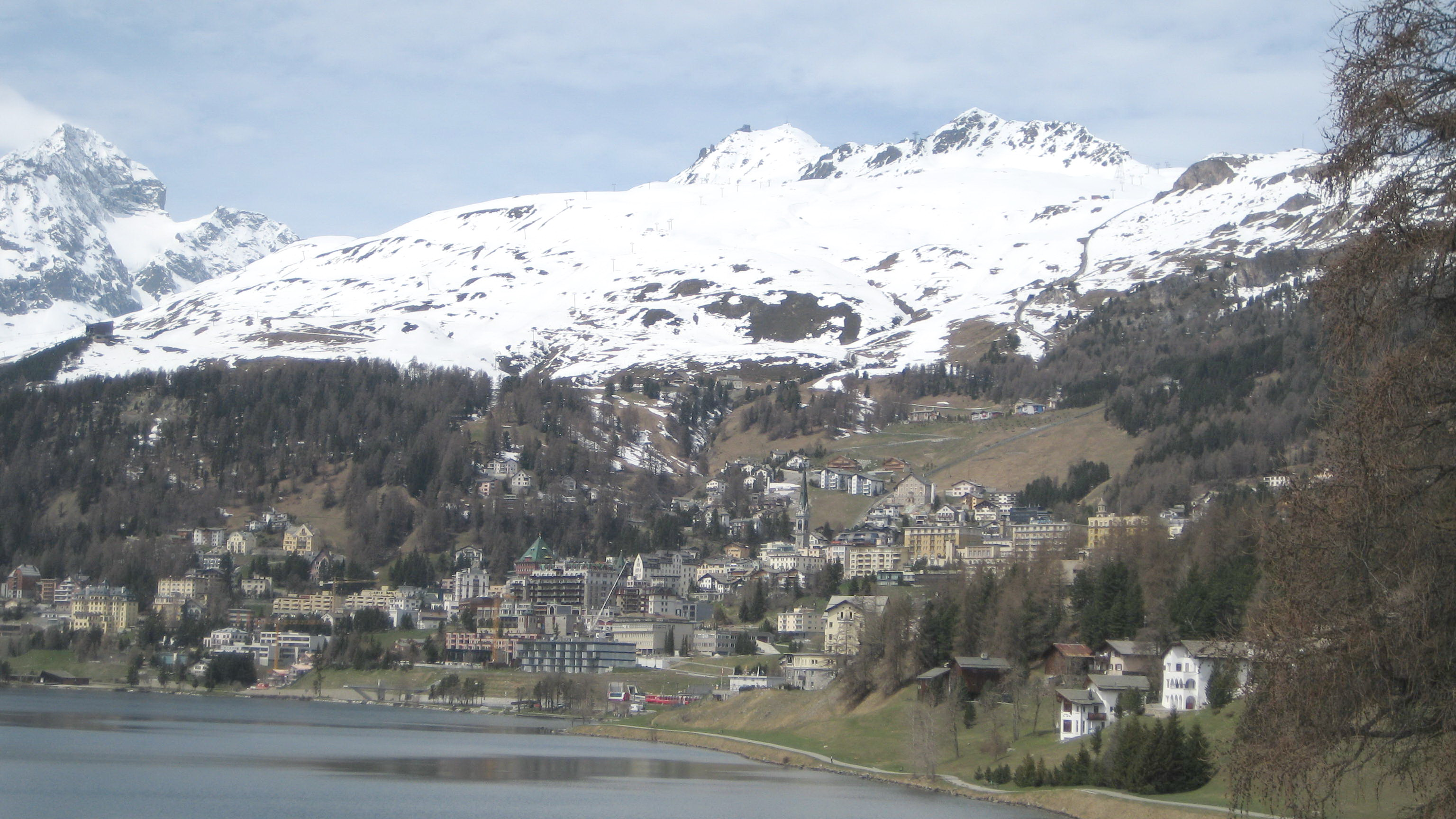
Boomgrens boven St. Moritz, Zwitserland, begin mei 2009

De boomgrens is de grens van een habitat tot waar bomen voorkomen. Voorbij de boomgrens laten de milieuomstandigheden geen bomen meer toe.
De bekendste boomgrens is de lijn waar de temperatuur de onderscheidende factor is. Dit type boomgrens komt voor aan de beide polen en in gebergten. In de Alpen ligt de boomgrens ongeveer tussen de 1800 en 2200 meter, terwijl er in het uiterste noorden van Scandinavië zelfs tot aan zeeniveau geen bomen kunnen groeien. Deze grens wordt de noordelijke boomgrens genoemd. 
In het algemeen is er een verband tussen de breedtegraad en de hoogte van de boomgrens, hoe dichter de locatie bij de pool des te lager ligt de boomgrens. Dit verband kan doorbroken worden door klimaateigenschappen, zoals de invloed van de Golfstroom op de temperatuur in West-Europa. 
Naast temperatuur kunnen andere factoren een rol van betekenis spelen. In woestijnen kan droogte bomen onmogelijk maken. Ook bij veel wind of wanneer te veel zout in de bodem voorkomt, kan er sprake zijn van een boomgrens. Bij enkele van de Waddeneilanden is nauwelijks of geen boomgroei meer mogelijk door de ligging vlak aan zee met een sterke, zilte wind.